# Axel Wilhelm Liljenstrand
Axel Wilhelm Liljenstrand, född 3 februari 1821 i Kangasala, död 2 september 1895 på sin egendom Sorola i Kangasala, var en finländsk jurist och nationalekonom.
Liljenstrand blev student vid Kejserliga Alexanders Universitetet i Finland i Helsingfors 1836, filosofie kandidat 1842, juris kandidat 1847 och juris licentiat 1851. Han utnämndes 1854 till docent i nationalekonomi och ekonomisk rätt samt blev 1857 professor i samma ämnen, sedan han utgivit en disputation Om skifte af jord. 
Liljenstrand verkade som medlem i flera av regeringen tillsatta kommittéer, bland annat för utarbetande av ny sjölag och skogslag. Han utgav Finlands jordnaturer och äldre skatteväsende jemte ett blad ur dess kulturhistoria (1879), De nordiska byggningabalkarna (1881–82) och avdelningen Juridiken (1890) i "Åbo universitets lärdomshistoria". Han erhöll 1871 kansliråds titel och tog 1877 avsked från sin professur.